# Ronny Zasowk

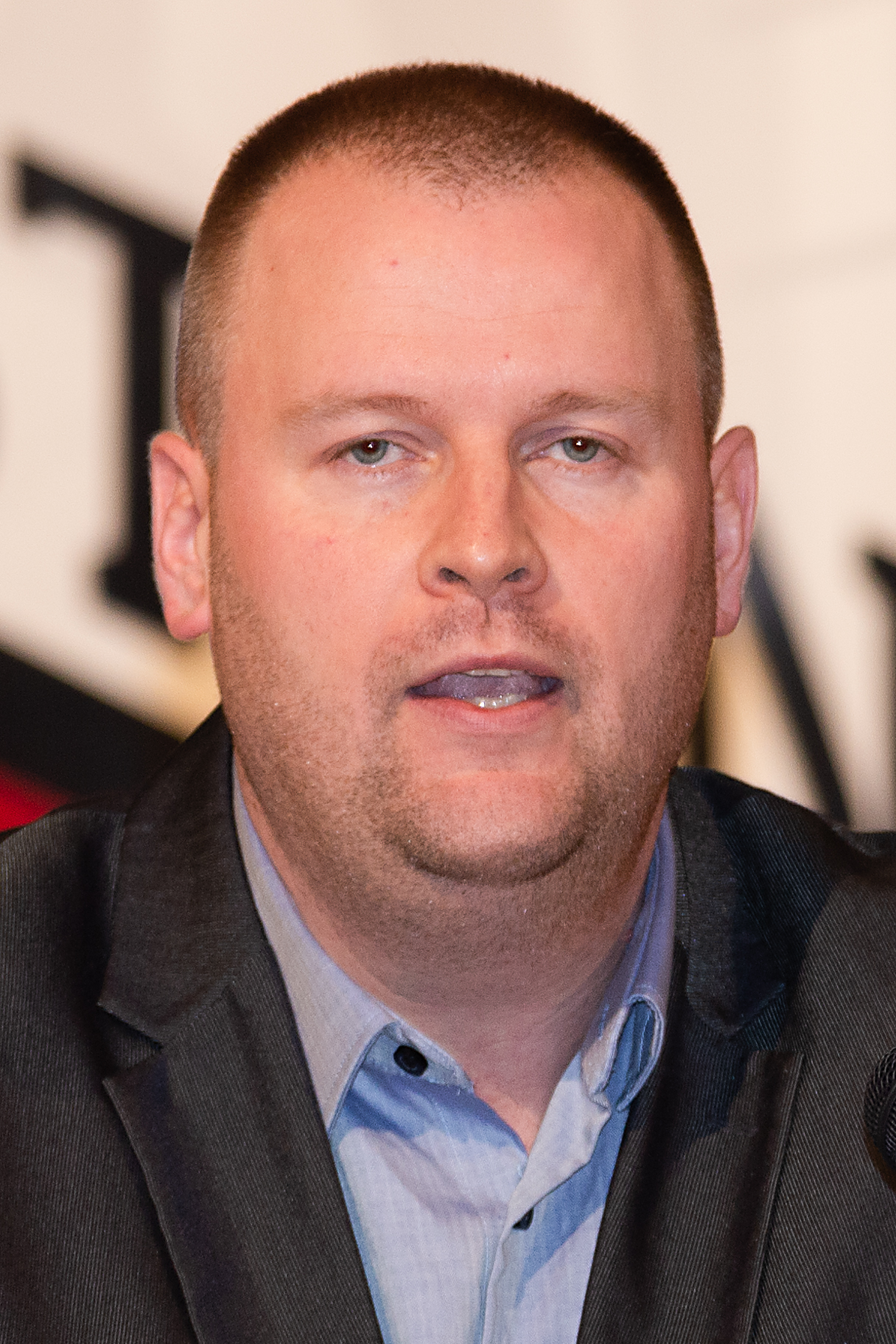
Ronny Zasowk, 2018

Ronny Zasowk (* 15. Januar 1986 in Cottbus) ist ein deutscher  Politiker der rechtsextremen Partei Die Heimat (vormals NPD). Von 2014 bis 2022 war er stellvertretender Vorsitzender seiner Partei und seit November 2011 Mitglied des Bundesvorstands seiner Partei. Seit 2022 ist er Mitglied des Parteipräsidiums.

## Politische Laufbahn
Zasowk trat der NPD im Jahr 2006 bei und übernahm bereits kurz darauf den Vorsitz des südbrandenburgischen Kreisverbandes Lausitz. Im Jahr 2008 wurde er darüber hinaus zu einem der beiden Stellvertreter des Landesvorsitzenden Klaus Beier gewählt. Diese Position behielt er bis 2019 inne. 
Seit November 2011 gehört er dem NPD-Bundesvorstand sowie dem Parteipräsidium als Chef des Amtes Bildung an. Seine Aufgabe dort besteht darin, systematisch Führungskräfte- und Nachwuchsschulungen durchzuführen.
Bei der Kommunalwahl 2008 wurde Zasowk zusammen mit Frank Hübner in die Stadtverordnetenversammlung Cottbus gewählt. Bei den Kommunalwahlen 2013 konnte er dieses Mandat verteidigen.
Zur Landtagswahl in Brandenburg 2009 trat er als Zweitplatzierter auf der Landesliste seiner Partei an. Bei der Bundestagswahl 2013 kandidierte er im Wahlkreis Cottbus – Spree-Neiße.
Zasowk kandidierte erfolglos als Zweitplatzierter auf der Wahlliste seiner Partei zur Europawahl 2024.

## Sonstiges
Ende 2010 verweigerte die Universität Potsdam dem Politologie-Studenten Zasowk die Anerkennung eines Praktikums in der Bundesgeschäftsstelle der NPD. Dieser hatte dagegen Klage beim Potsdamer Verwaltungsgericht eingereicht, die er schließlich im Juni 2011 gewann.
Zasowsk studierte später Rechtswissenschaft an der Fernuniversität in Hagen und erwarb das erste Staatsexamen. Ein anschließendes Rechtsreferendariat in Cottbus (Brandenburg) wurde ihm gerichtlich vorläufig verweigert, da sich das Land gegen Bewerber entscheiden dürfe, welche „die freiheitlich demokratische Grundordnung bekämpfen“.